# M4刺刀
M4刺刀（英語：M4 Bayonet）是一款由美國於1944年推出、M1卡宾枪配用的刺刀。它的整體建於M3格鬥刀以上。

## 設計與功能
與先前的M3格鬥刀一樣，M4刺刀從設計上採用了最低限度的戰略金屬和機器加工用以快速生產，採用了相對地較狹窄的6.75英寸刺刀式矛尖型刀身，並具有鋒利的3.5英寸副刀鋒。刀身由碳鋼所製成，並具有經烤藍或磷化的表面處理。而開槽處理的皮革手柄的生產，在後期以皮革墊圈通過層疊形成以簡化生產，而皮革墊圈是以車床以上的形狀進行成型，然後進行拋光與上漆。鋼製橫式刀格的一端具有典型的刺刀槍口環，而柄端則是具有刺刀緊固件。後期型號採用黑色模壓塑料握柄。其基本設計亦用於後來的M5、M6和M7刺刀。

## M8與M8A1刀鞘

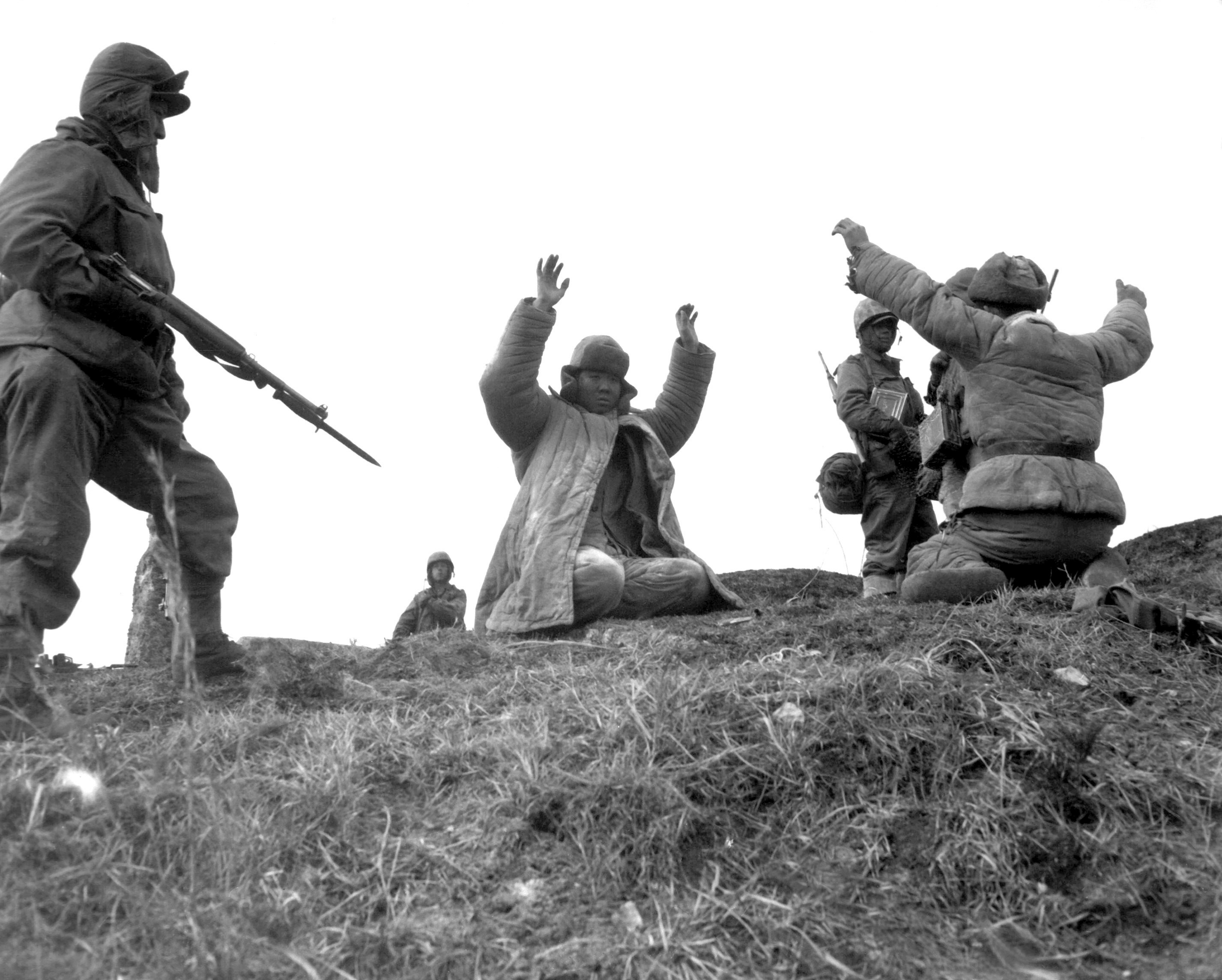
在朝鮮戰爭期間看守中國战俘的美國士兵。 注意：M2卡賓槍附有M4卡口

M4有兩款可配用的刀鞘，兩款刀鞘都具有橄欖褐色玻璃钢製鞘身與鋼喉。早期版本的M8刀鞘只有一個皮帶環並且移除了早期的刺刀刀鞘用於連接負載設備，比如M1910背袋的雙鉤。而在第二次世界大战後期當中生產的改進型M8A1刀鞘具有對應M1910的彎曲線鉤。在鞘喉凸緣部的扁鋼製部件以上標有“US M8”或“US M8A1”以及生產商的首字母。後來一部份M8刀鞘作出了追加對應M1910的鉤子的修改。其後M8A1刀鞘在腹板吊架上製有經過改進的延伸護翼，為M5刺刀提供更多間隙，繼而加寬了其刺刀握柄的摩擦面。這款刀鞘亦對應於戰後的所有美國刺刀，包括M4、M5、M6和M7。這些刀鞘亦可用於收納M3格鬥刀。

## 資料來源
1. 1 2 3 4  . Worldbayonets.com.   [22 June 2018]. （原始内容存档于2020-11-12）.